# 乔瓦镇
乔瓦镇，是中华人民共和国四川省凉山彝族自治州木里藏族自治县下辖的一个乡镇级行政单位。

## 行政区划
乔瓦镇下辖以下地区：
乔瓦社区、娃日瓦村、锄头湾村、簸箕箩村和康乌牧场。